# Accord multifibres

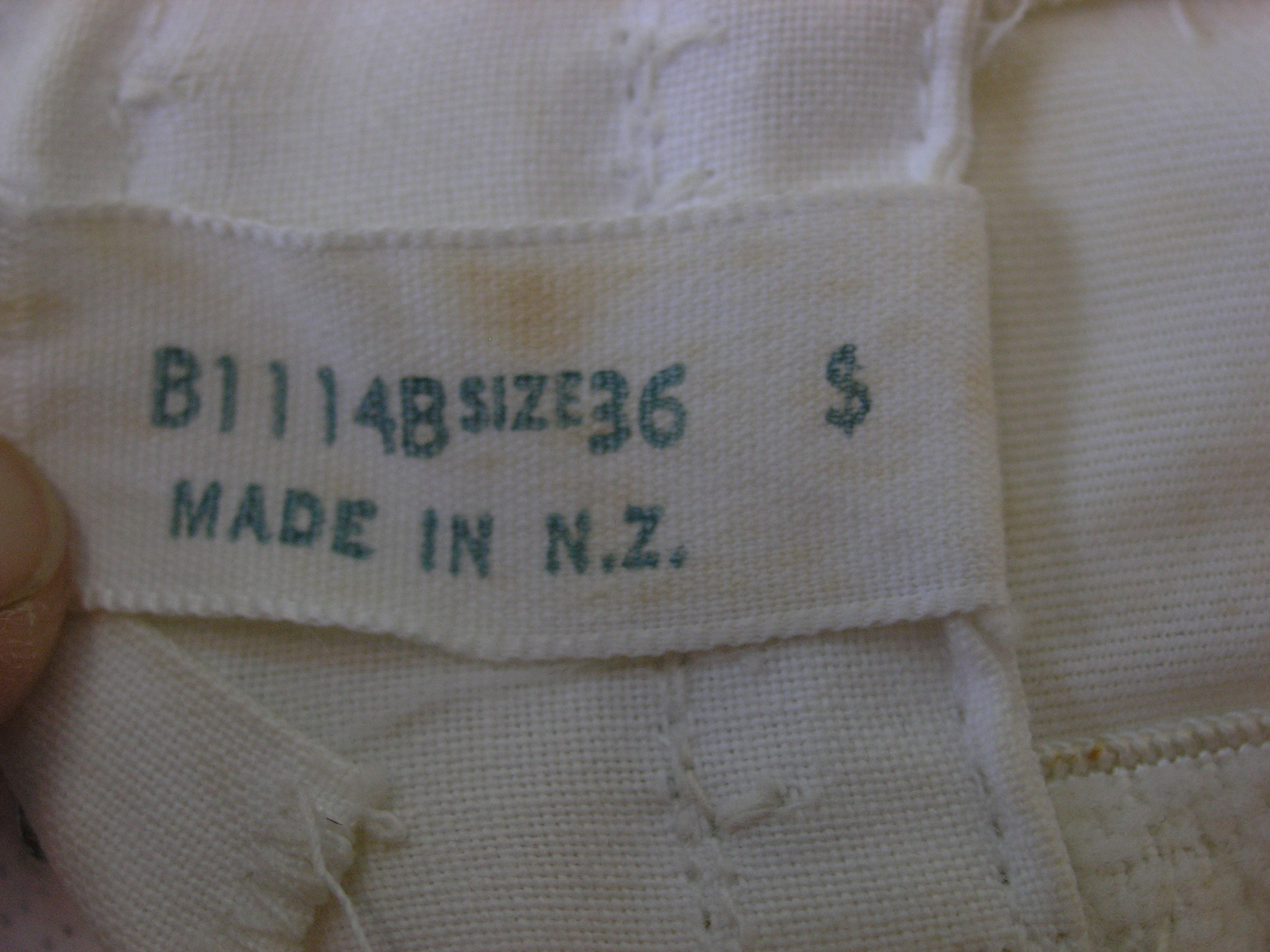
Étiquette d'un vêtement fabriqué en Nouvelle-Zélande (1997).

L’accord multifibres est un accord international dérogatoire dans le domaine du textile et de l'habillement à l'Accord général sur les tarifs douaniers et le commerce (GATT), ancêtre de l'OMC. Il a pris fin en 2005. Cet accord, ayant connu des versions successives, a été conclu entre les pays en développement et les pays développés et fixait des quotas d'exportations, par pays et par produits, variables dans le temps en fonction de la croissance des pays en développement,. Il concernait tant le coton que la laine et les matières synthétiques,. Cet accord visait à protéger les industries textiles des pays développés de la concurrence des pays à bas salaires. 

## Histoire

### Prémices
Un premier accord dérogatoire au libre-échange dans le domaine textile est conclu en 1957 entre les États-Unis et le Japon. D'autres accords similaires voient le jour, et en 1962, un « Accord à long terme sur le commerce international des textiles de coton » est signé pour légitimer ces accords bilatéraux dérogatoires, pour une durée de 5 ans. Ces accords ne couvrent toutefois pas tous les produits, de sorte que les États industrialisés continuent à signer d'autres accords bilatéraux dérogatoires en parallèle de l'Accord à long terme ; les États-Unis disposent ainsi de 30 accords de ce type en 1972.

### Accord multifibres
Le 20 décembre 1973, l'accord multifibres est signé, après être négocié sous l'égide du GATT et entre en vigueur le 1er janvier 1974. Il regroupe un ensemble d'accords bilatéraux entre pays exportateurs et importateurs,, entre près de 50 pays. En 1977, date du premier renouvèlement de l'arrangement multifibres et dans le cadre de celui-ci, les États-Unis avaient signé des accords bilatéraux avec 17 pays partenaires, contre 13 pour la Communauté économique européenne. Le 22 décembre 1981, une nouvelle version de l'arrangement multifibres est négociée ; elle prévaut pour une durée de 4 ans et demi jusqu'au 31 juillet 1986. Cette version est l'une des plus protectionnistes. Les accords bilatéraux sous l'égide de l'arrangement multifibres se multiplient et dépassent les 200 accords en 1989. En 1986, l'arrangement est renouvelé, à nouveau jusqu'au 31 juillet 1991, devenant moins protectionniste, avant d'être renouvelé encore à deux reprises.

### Accord sur les textiles et les vêtements
Le démantèlement de l'Arrangement multifibres est décidé dans le cadre des négociations de l'accord de Marrakech, qui crée l'OMC. Le 1er janvier 1995, l'Arrangement multifibres est remplacé pour une période transitoire par l'« Accord de l'OMC sur les textiles et les vêtements »,,, qui prend fin à son tour le 1er janvier 2005,. L'accord sur les textiles et les vêtements de 10 ans est divisé en 3 périodes de respectivement 3 ans, 4 ans et 3 ans. La première période vise à  la suppression des barrières douanières sur 16 % des volumes d'importations textiles entre 1995 et 1998 ; puis pour la seconde période une baisse de 17 % entre 1998 et 2002 et enfin pour la troisième période une baisse de 18 % entre 2002 et 2005. En 2005, l'ensemble des barrières douanières restantes soit 49 % doivent être supprimées. Un Organe de supervision des textiles (OSpT) est chargé de la bonne application de l'accord sur les textiles et les vêtements. L'accord sur les textiles et les vêtements a connu une application très variée selon les pays, certains pays supprimant tous leurs droits de douane sur le champ, comme l'Australie, la Nouvelle-Zélande ou encore le Chili, quand d'autres comme les États-Unis n'avaient en 1999 quasiment pas abaissé leurs droits de douane dans le domaine.

### Démantèlements
La suppression des accords multifibres est vue, par les pays développés mais également par certains pays en développement, comme étant très fortement à l'avantage de la Chine, entrée entretemps dans l'OMC, et qui possède une industrie textile compétitive. À la suite de ces craintes, l'Union européenne signe un accord avec la Chine pour limiter l'augmentation des exportations chinoises de matières textiles à 10 % par an jusqu'en 2008. Dans le même temps, les États-Unis fixent unilatéralement des quotas sur le textile chinois, avec une augmentation des quotas de 7,5 % par an.
Aujourd'hui, ces accords n'existent plus et les produits textiles importés en occident sont mis en concurrence directe avec les produits textiles conçus sur le territoire européen et américain, créant un déséquilibre sur le marché, à la faveur des pays des productions à bas coûts.

## Structure
L'application de l'accord multifibres reposait sur un Organe de surveillance, qui remettait ses observations à un Comité des textiles, composé des membres signataires de l'accord.